# Antichrist (peruanische Band)
Antichrist ist eine 2004 gegründete Funeral-Doom-Band.

## Geschichte
Die peruanische Band Antichrist wurde im Winter 2004 gegründet. Die Band aus Lima veröffentlichte nach zehn Jahren, 2014 das erste Demoband Decadencia de un redentor gefolgt von einer Reihe weiterer Demo-Aufnahmen bis zum Jahr 2017, die zum Teil über das peruanische Kleinstlabel Anymore the Sun Records veröffentlicht wurden. Das Debüt-Album der Band Pax Moriendi erschien alsdann im Jahr 2018 über das deutsche Label Iron Bonehead Productions.
Mit dem Album erfuhr Antichrist internationale Resonanz. Italienische, deutsche, griechische, österreichische, britische, amerikanische portugiesisch und tschechische Webzines besprachen das Album. Die Kritiken fielen durchgehend positiv aus. Trotz der Einschränkung des Genres müsse man Antichrist „zugute halten, dass sie im Rahmen ihrer Möglichkeiten durchaus klare Akzente setzen, da sie mit völlig entkleideten Arrangements und durchweg propagiertem Minimalismus doch eine eindringliche Atmosphäre kreieren und sich dadurch schon ein kleines bisschen vom gängigen Standard der Lavamessen mit Todesblei-Beigeschmack unterscheiden“ hieß es in einer für Powermetal.de verfassten Rezension. Ähnlich lautete das für Angry Metal Guy verfasste Urteil Pax Moriendi sei „ein unglaublich gelungenes und unterhaltsames Debüt, das von klassischen Interpreten beeinflusst ist sich jedoch dennoch dynamisch und völlig originell anfühlt.“ Weitere Rezensionen schlossen sich solchen Bewertungen an. Das Album sei „ein exzellentes Beispiel für einen Death Doom der die Grenze zum Königreich des Funeral Doom berührt und an einige Klassiker des Stils“ erinnere, „eine fesselnde Old-School-Veröffentlichung“, „wirklich gut“ und „äußerst ansteckend, böse, wie aus dem tiefsten Grab gehoben“.

## Stil
Die von Antichrist gespielte Musik wird gemeinhin als Death Doom und Funeral Doom kategorisiert. Dabei ähnele die Gruppe den extremen Doom-Variationen der mittleren 1990er Jahre. So sei die Musik denen der damaligen Interpreten die über Wild Rags Records und Peaceville Records veröffentlicht wurden ähnlich. Einordnende Vergleiche deuten ähnliche Bezüge an und werden zu My Dying Bride, Paradise Lost, Disembowelment, Hooded Menace, Ceremonium, Evoken, Unholy, Skepticism und Winter gezogen. Die Musik wird als „relativ minimalistischer Death Doom, der mit […] Gothicesquem Keyboards und dynamisch langsamen Tempo kurz vor dem Funeral Doom steht“ beschrieben.
Antichrist gelingt es durch „völlig entkleideten Arrangements und durchweg propagiertem Minimalismus […] eine eindringliche Atmosphäre [zu] kreieren“. Das Gerüst der Musik bildet die Verbindung von „schweren langsamen Akkorde, Melodien, atmosphärischen Synthesizer und wirklich sehr tiefen gutturalem Gesang […] mit wenigen dynamischen Teilen innerhalb der Songs.“

## Diskografie
- 2014: Decadencia de un redentor (Demo, Selbstverlag)
- 2015: El angel del holocausto (Demo, Selbstverlag)
- 2015: Demo Rehearsal III (Demo, Anymore the Sun Records)
- 2016: Promo 2016 (Demo, Anymore the Sun Records)
- 2017: In the Dark and Mournful Corner of Memory (Demo, Anymore the Sun Records)
- 2018: Pax Moriendi (Album, Iron Bonehead Productions)
- 2018: Last Breath of Sorrow (Download-Split-Album mit Endimion, Mourning Sun, Nightmares of the Souls und Dismal, Ten-Cai Records)